# Список номархов Унута
Хронологический перечень царских наместников (егип. ḥȝty-ʿ — номархов) XV нома Верхнего Египта Унут, известного также под названием Заячий ном.
| Номарх                   | Оригинал имени | Основной титул                                                                     | Время правления                                                                           | Родственные связи                                      |
| ------------------------ | -------------- | ---------------------------------------------------------------------------------- | ----------------------------------------------------------------------------------------- | ------------------------------------------------------ |
| V династия               |                |                                                                                    |                                                                                           |                                                        |
| Серфка                   |                | Предводитель нома Унут                                                             | конец XXVI — начало XXV вв. до н. э., при Усеркафе                                        |                                                        |
| Уерирани                 |                | Предводитель нома Унут                                                             | 2-я половина XXV века до н. э., при Ниусерра                                              |                                                        |
| VI династия              |                |                                                                                    |                                                                                           |                                                        |
| Уиу                      |                | Великий предводитель нома Унут                                                     | 1-я половина XXIII века до н. э., при Меренра I и Пиопи II                                |                                                        |
| Первый переходный период |                |                                                                                    |                                                                                           |                                                        |
| Иха                      |                |                                                                                    |                                                                                           |                                                        |
| Хуу                      | ḫww            |                                                                                    |                                                                                           |                                                        |
| Джехутинахт I            | Ḏḥwty-nḫt      |                                                                                    |                                                                                           | Сын Хуу                                                |
| Джехутинахт II           | Ḏḥwty-nḫt      |                                                                                    |                                                                                           | Сын Джехутинахта I                                     |
| XI династия              |                |                                                                                    |                                                                                           |                                                        |
| Джехутинахт III          | Ḏḥwty-nḫt      | Великий предводитель нома Унут, распорядитель жрецов                               | середина XXI века до н. э., при Ментухотепе II                                            | Рождённый Тети                                         |
| Аханахт I                | ʿḥȝ-nḫt        | Великий предводитель нома Унут, номарх, распорядитель жрецов Тота, князь Хемену    | 2-я половина XXI век до н. э., при Ментухотепе II                                         | Сын Джехутинахта, вероятно Джехутинахта III, сына Тети |
| Аханахт II               | ʿḥȝ-nḫt        | Великий предводитель нома Унут, номарх, распорядитель жрецов Тота, князь Хемену    | конец XXI век до н. э., при Ментухотепе II и Ментухотепе III                              | Сын Аханахта I                                         |
| Джехутинахт IV           | Ḏḥwty-nḫt      | Номарх и распорядитель жрецов                                                      | 1-я половина XX века до н. э., при Ментухотепе IV и Аменемхете I                          | Сын Аханахта I                                         |
| XII династия             |                |                                                                                    |                                                                                           |                                                        |
| Нехери I                 | Nḥrj           | Номарх и распорядитель жрецов                                                      | 1-я половина XX века до н. э., при Аменемхете I                                           | Сын Джехутинахта, сына Каи I, и Кеми                   |
| Джехутинахт V            | Ḏḥwty-nḫt      | Номарх и распорядитель жрецов Тота                                                 | 1-я половина XX века до н. э., при Аменемхете I                                           | Сын Нехери I и Джехутихетеп                            |
| Нехери II                | Nḥrj           | Номарх и распорядитель жрецов                                                      | середина XX века до н. э., при Сенусерте I                                                | Сын (?) Каи II, сына Нехери I                          |
| Джехутинахт VI           | Ḏḥwty-nḫt      | Наследный князь, номарх, распорядитель жрецов Тота, великий предводитель нома Унут | 2-я половина XX века до н. э., при Сенусерте I                                            | Сын Нехери II и Сат-хеджет-хетеп (I)                   |
| Аменемхет                | Jmn-m-ḥȝt      | Наследный князь, номарх, распорядитель жрецов Тота                                 | 2-я половина XX века до н. э., при Сенусерте I и Аменемхете II                            | Сын Нехери II и Сат-хеджет-хетеп (I)                   |
| Джехутихотеп II          | Ḏḥwty-ḥtp      | Наследный князь, номарх, великий предводитель нома Унут, распорядитель жрецов      | конец XX — 1-я половина XIX вв. до н. э., при Аменемхете II, Сенусерте II и Сенусерте III | Сын Каи III, сына Нехери II, и Сат-хепер-ка (I)        |
| Джехутинахт VII          | Ḏḥwty-nḫt      |                                                                                    | 1-я половина XIX вв. до н. э., при Сенусерте III и Аменемхете III (?)                     | Рождённый Анху                                         |